# Marina Kuč
Marina Kuč (in montenegrino Марина Куч; Essen, 20 giugno 1985) è un'ex nuotatrice tedesca naturalizzata montenegrina specializzata nella rana.

## Biografia
È nata in Germania da genitori montenegrini. In Germania ha vinto diversi titoli nazionali giovanili. Fino al 2005 ha gareggiato per il club SG Essen, in seguito è diventata membro del Düsseldorf SC 1898 allenata da Torsten Petsch.
Ha rappresentato la Serbia e Montenegro ai Giochi olimpici di Atene 2004 e il Montenegro ai Giochi della XXIX Olimpiade a Pechino 2008.